# Фессо
Фессо́ (фр. Faissault) — коммуна во Франции, находится в регионе Шампань — Арденны. Департамент коммуны — Арденны. Входит в состав кантона Новьон-Порсьен. Округ коммуны — Ретель.
Код INSEE коммуны — 08163.
Коммуна расположена приблизительно в 180 км к северо-востоку от Парижа, в 75 км севернее Шалон-ан-Шампани, в 24 км к юго-западу от Шарлевиль-Мезьера.

## Население
Население коммуны на 2008 год составляло 201 человек.
| 1962 | 1968 | 1975 | 1982 | 1990 | 1999 | 2008 |
| ---- | ---- | ---- | ---- | ---- | ---- | ---- |
| 169  | 172  | 163  | 178  | 207  | 189  | 201  |

## Экономика
В 2007 году среди 136 человек в трудоспособном возрасте (15—64 лет) 94 были экономически активными, 42 — неактивными (показатель активности — 69,1 %, в 1999 году было 63,0 %). Из 94 активных работали 93 человека (56 мужчин и 37 женщин), безработным был 1 мужчина. Среди 42 неактивных 9 человек были учениками или студентами, 12 — пенсионерами, 21 были неактивными по другим причинам.

## Фотогалерея

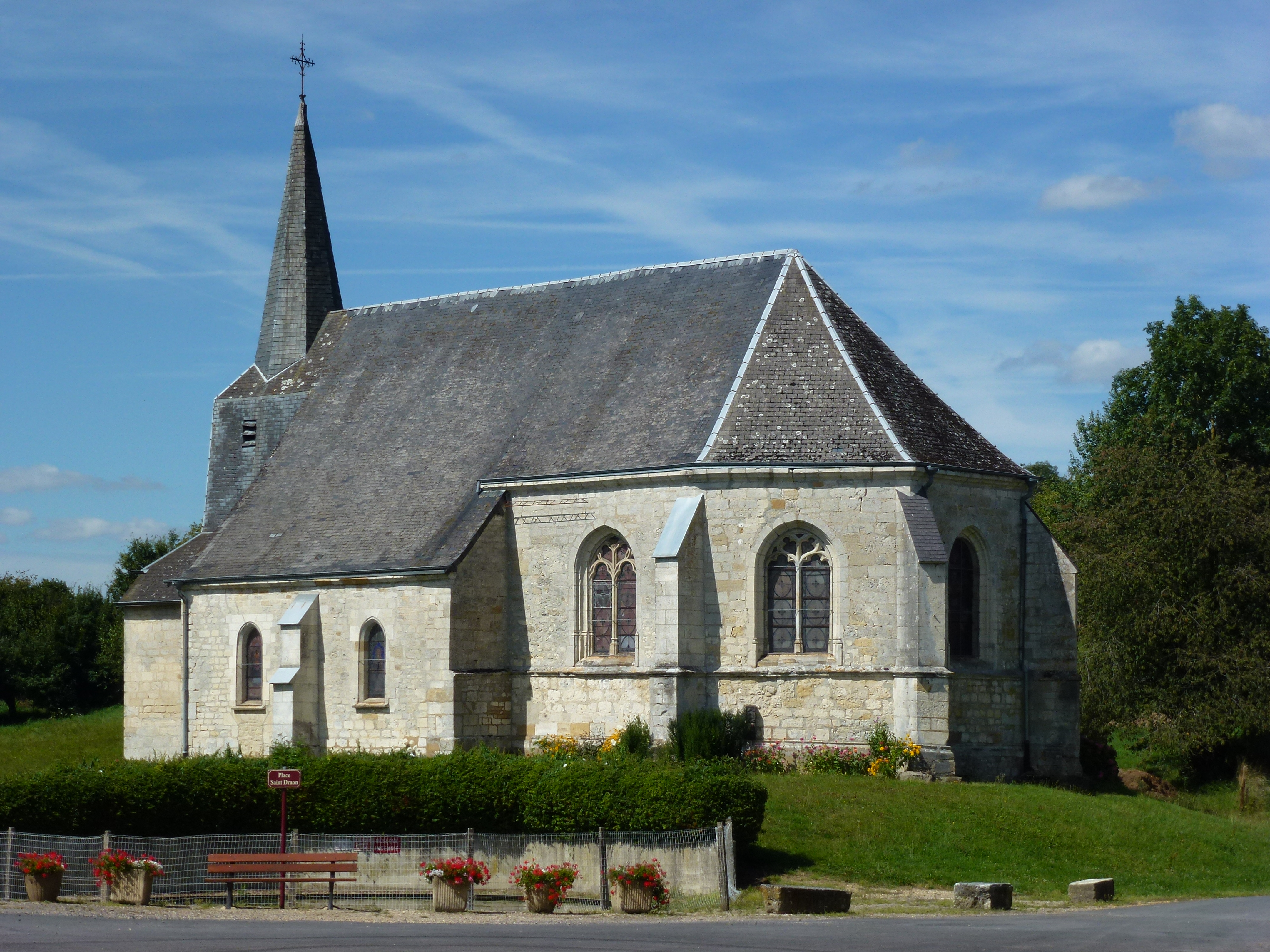
Церковь
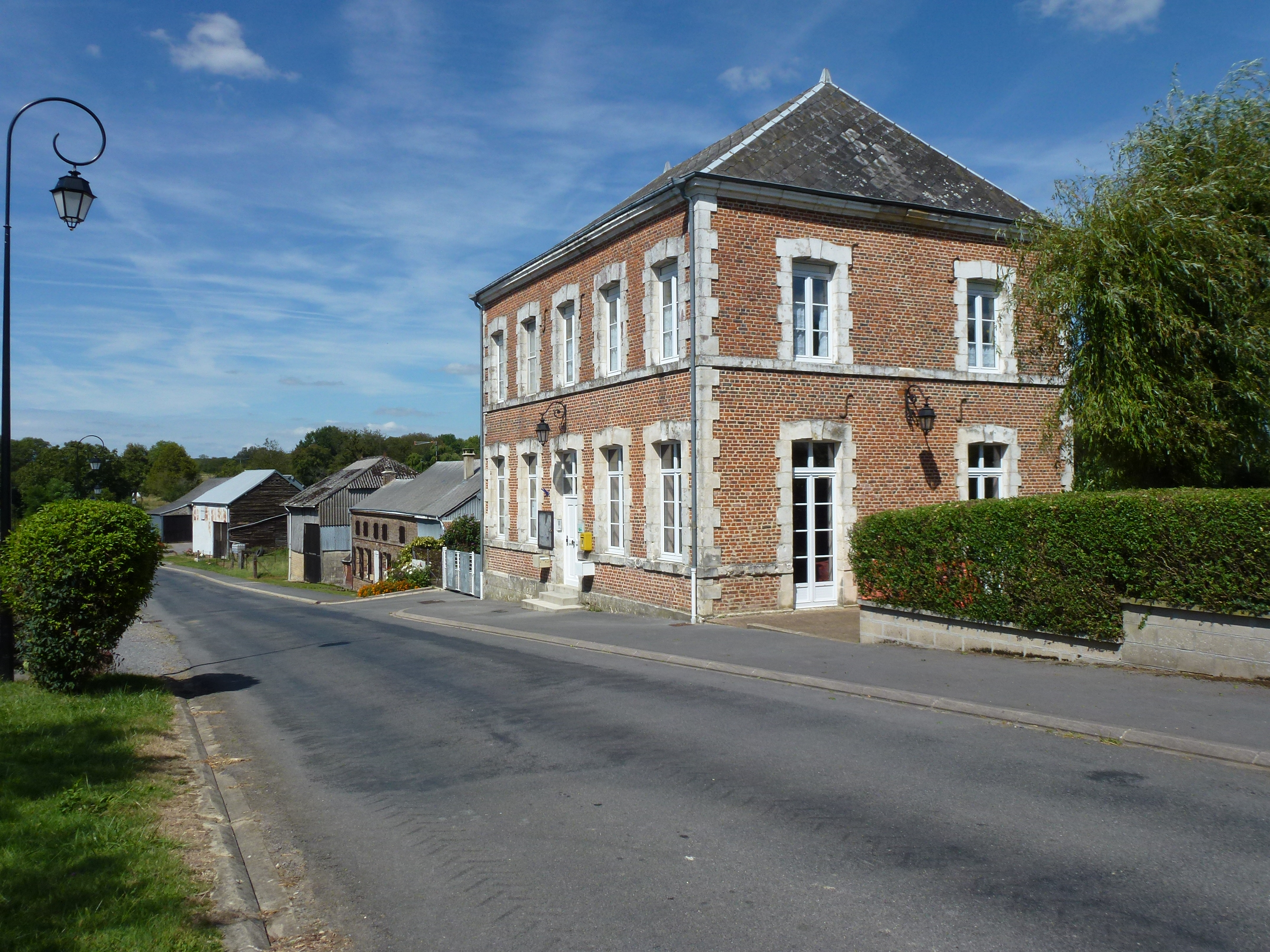
Мэрия
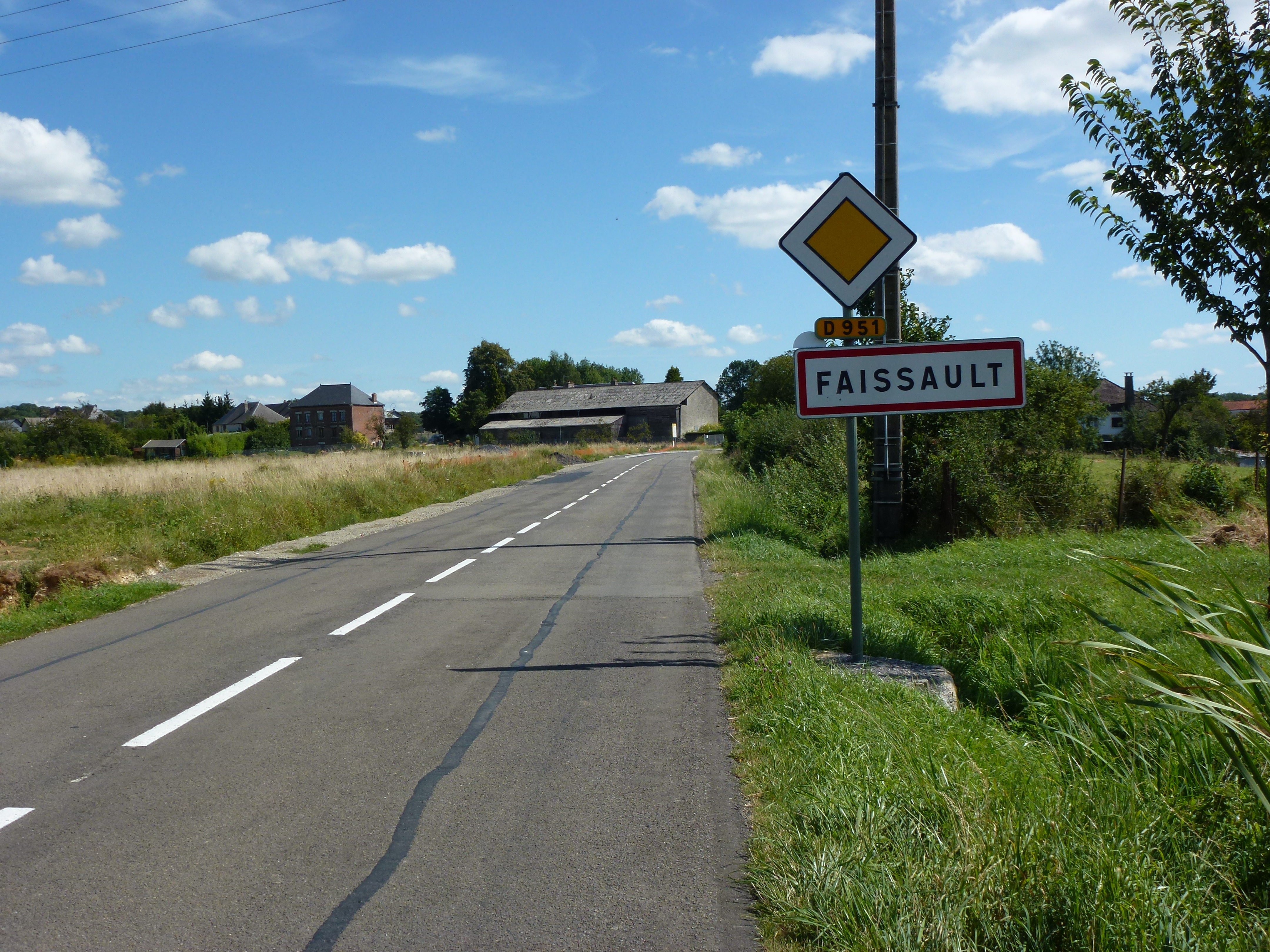
Въезд в Фессо
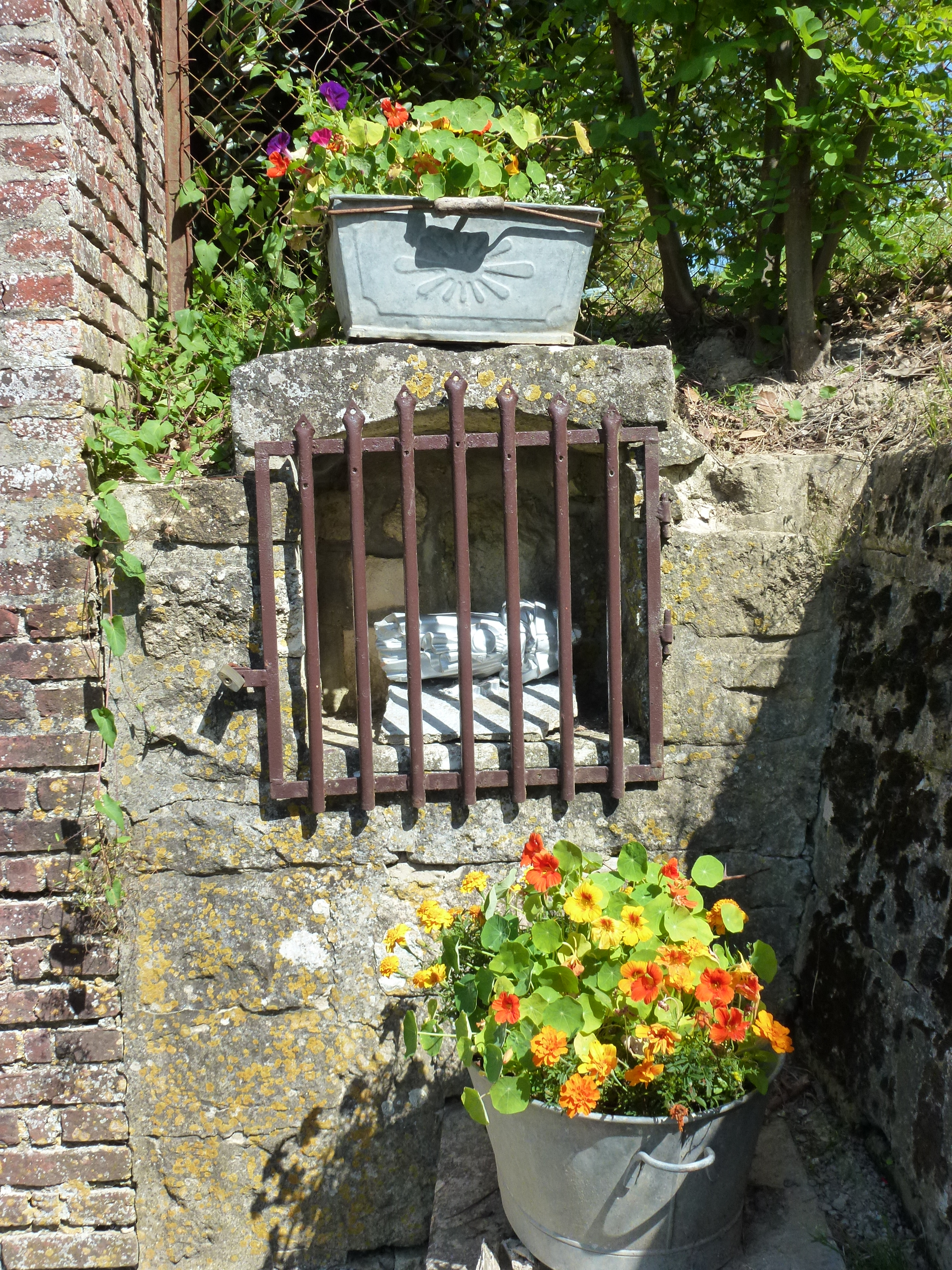
Часовня с повреждённой статуей Св. Иакова